# Varetta Dillard
Pour les articles homonymes, voir Dillard.
Varetta Dillard (1933-1993) est une  chanteuse de rhythm and blues américaine, née et décédée à New York.

## Carrière
Varetta Dillard naît avec une maladie génétique des os. Elle devra toute sa vie se déplacer avec des béquilles.
Enfant, elle est déjà attirée par la musique et le chant. En 1951, elle est sous contrat avec Savoy Records. Elle enregistre des titres qui se placent dans les charts R&B, Easy, Easy ou Mercy Mr. Percy. Mais sa chanson la plus connue est l’hommage qu’elle rend au chanteur Johnny Ace, Johnny Has Gone.
En 1956, elle quitte Savoy pour Groove Records où elle ne connaît pas le succès. Elle passe alors chez RCA Records, le propriétaire de Groove, sans plus de réussite, malgré la collaboration du duo d’auteurs-compositeurs Jerry Leiber et Mike Stoller.
En 1961, Varetta Dillard quitte la scène musicale pour se consacrer à la thérapie par la musique et travaille avec des enfants malades. 